# Grand Prix Nordyckie na żużlu
Grand Prix Nordyckie w sporcie żużlowym to zawody z cyklu żużlowego Grand Prix.
Zawody o Grand Prix Nordyckie rozgrywane są w miejscowości Vojens. Po raz pierwszy turniej ten miał miejsce 29 sierpnia 2009 roku, jako ósma runda Grand Prix. Wygrał go Andreas Jonsson. W sezonie 2010 GP Nordyckie było dziewiątą rundą cyklu GP, wygrał je Tomasz Gollob. Analogiczna sytuacja wystąpiła rok później, gdy w zawodach triumfował Greg Hancock.

## Podium
| Sezon | Nr tur.        | Miejsce | Stadion                |                       |                 |                    |
| 2009  | 1 (119) wyniki | Vojens  | Vojens Speedway Center | Andreas Jonsson       | Rune Holta      | Kenneth Bjerre     |
| 2010  | 2 (131) wyniki | Vojens  | Vojens Speedway Center | Tomasz Gollob         | Kenneth Bjerre  | Jason Crump        |
| 2011  | 3 (142) wyniki | Vojens  | Vojens Speedway Center | Greg Hancock          | Jason Crump     | Fredrik Lindgren   |
| 2012  | 4 (155) wyniki | Vojens  | Vojens Speedway Center | Michael Jepsen Jensen | Nicki Pedersen  | Emil Sajfutdinow   |
| 2014  | 5 (178) wyniki | Vojens  | Vojens Speedway Center | Andreas Jonsson       | Peter Kildemand | Krzysztof Kasprzak |

- Zwycięzcy

2x - Andreas Jonsson

1x - Tomasz Gollob, Greg Hancock, Michael Jepsen Jensen

- Finaliści

2x - Kenneth Bjerre, Jason Crump, Andreas Jonsson, Nicki Pedersen, Emil Sajfutdinov

1x - Troy Batchelor, Tomasz Gollob, Greg Hancock, Chris Holder, Rune Holta, Krzysztof Kasprzak, Peter Kildemand, Fredrik Lindgren